# Bruchophagus robiniae
Bruchophagus robiniae är en stekelart som beskrevs av Zerova 1970. Bruchophagus robiniae ingår i släktet Bruchophagus och familjen kragglanssteklar. Inga underarter finns listade.